# HMS Terror (1813)
HMS Terror – brytyjski okręt, który został zwodowany w 1813 roku. Zbudowany jako moździerzowiec, uczestniczył w wyprawach badawczych do Antarktyki i Arktyki. Zaginął w trakcie poszukiwań Przejścia Północno-Zachodniego w 1845 roku, jego wrak odnaleziono w 2016 roku.

## Budowa i uzbrojenie
Okręt budowano przez dwa lata w stoczni Roberta Davy’ego w Topsham w Anglii, według projektu Henry’ego Peake’a, i zwodowano w czerwcu 1813 roku. Był to trzymasztowy kecz, żaglowiec uzbrojony w dwa trzytonowe moździerze, jeden kalibru 13 cali (330 mm), a drugi kalibru 10 cali (254 mm) i dziesięć dział: dwa sześciofuntowe i osiem dwudziestoczterofuntowych. Jego masywna drewniana konstrukcja została zaprojektowana tak, żeby optymalnie rozkładać naprężenia wywołane odrzutem moździerzy i dział, przez co była wytrzymalsza niż konstrukcja podobnych okrętów epoki; zostało to później wykorzystane, aby stawić opór lodom mórz polarnych. W wyprawach polarnych użyteczne były też jego obszerne ładownie, a małe zanurzenie ułatwiało zbliżanie się do brzegów.

## Pierwsza wyprawa do Arktyki (1836)
HMS „Terror” brał udział w wojnie brytyjsko-amerykańskiej i w trakcie bitwy pod Baltimore uczestniczył w bombardowaniu Fortu McHenry. Po wojnie został przeniesiony do rezerwy i powrócił do służby dopiero w 1828 roku. Skierowany na Morze Śródziemne, okręt uległ uszkodzeniu koło Lizbony i po naprawie został wycofany ze służby.

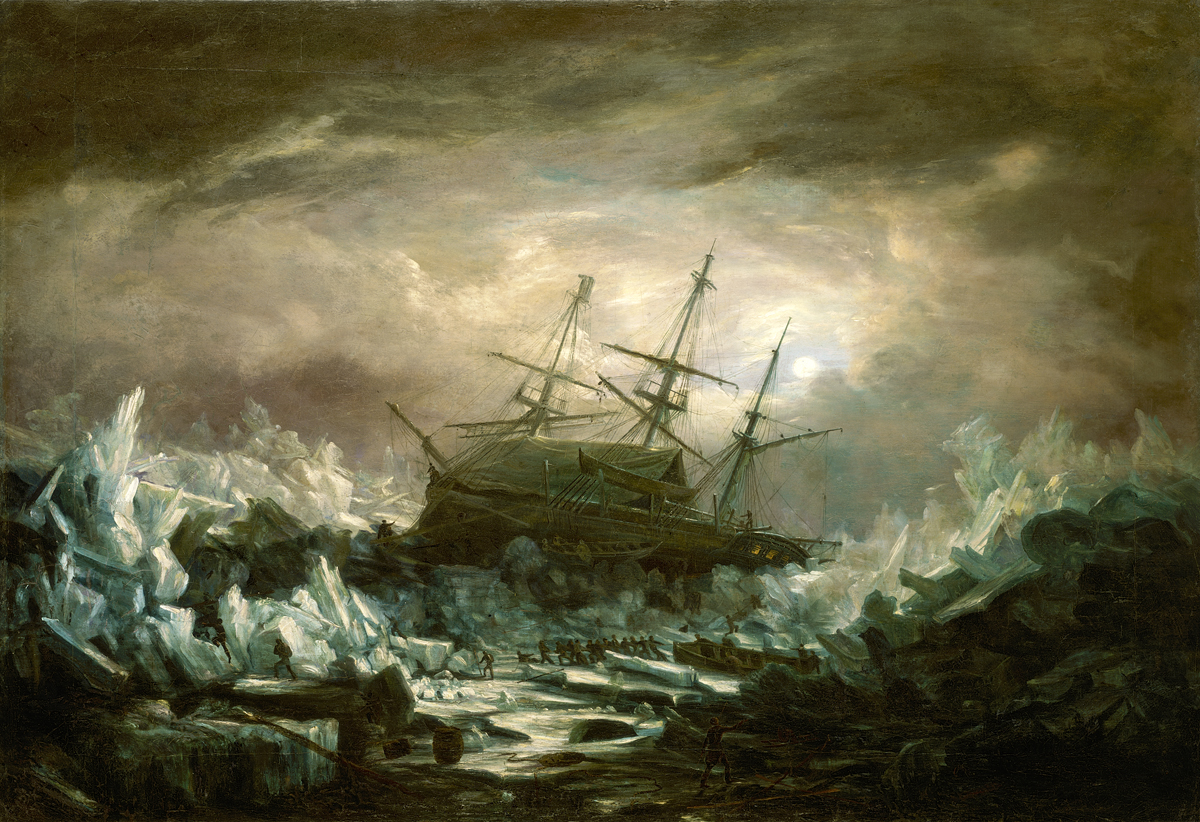
„Terror” w lecie 1837 roku, obraz Williama Smytha, ok. 1838 r.

W 1836 roku „Terror” wypłynął na wyprawę badawczą do Zatoki Hudsona, pod dowództwem George’a Backa. Miał dotrzeć do Repulse Bay, skąd grupy lądowe miały zbadać półwysep Boothia. Okręt nie dotarł jednak do celu, uwięziony przez pak lodowy w pobliżu wyspy Southampton; w zimie spiętrzone lody w pewnym momencie wyniosły okręt na wysokość 12 m. Po 10 miesiącach okręt wyrwał się z lodów i uszkodzony powrócił przez Atlantyk, gdzie osiadł na brzegu Irlandii.

## Wyprawa do Antarktyki

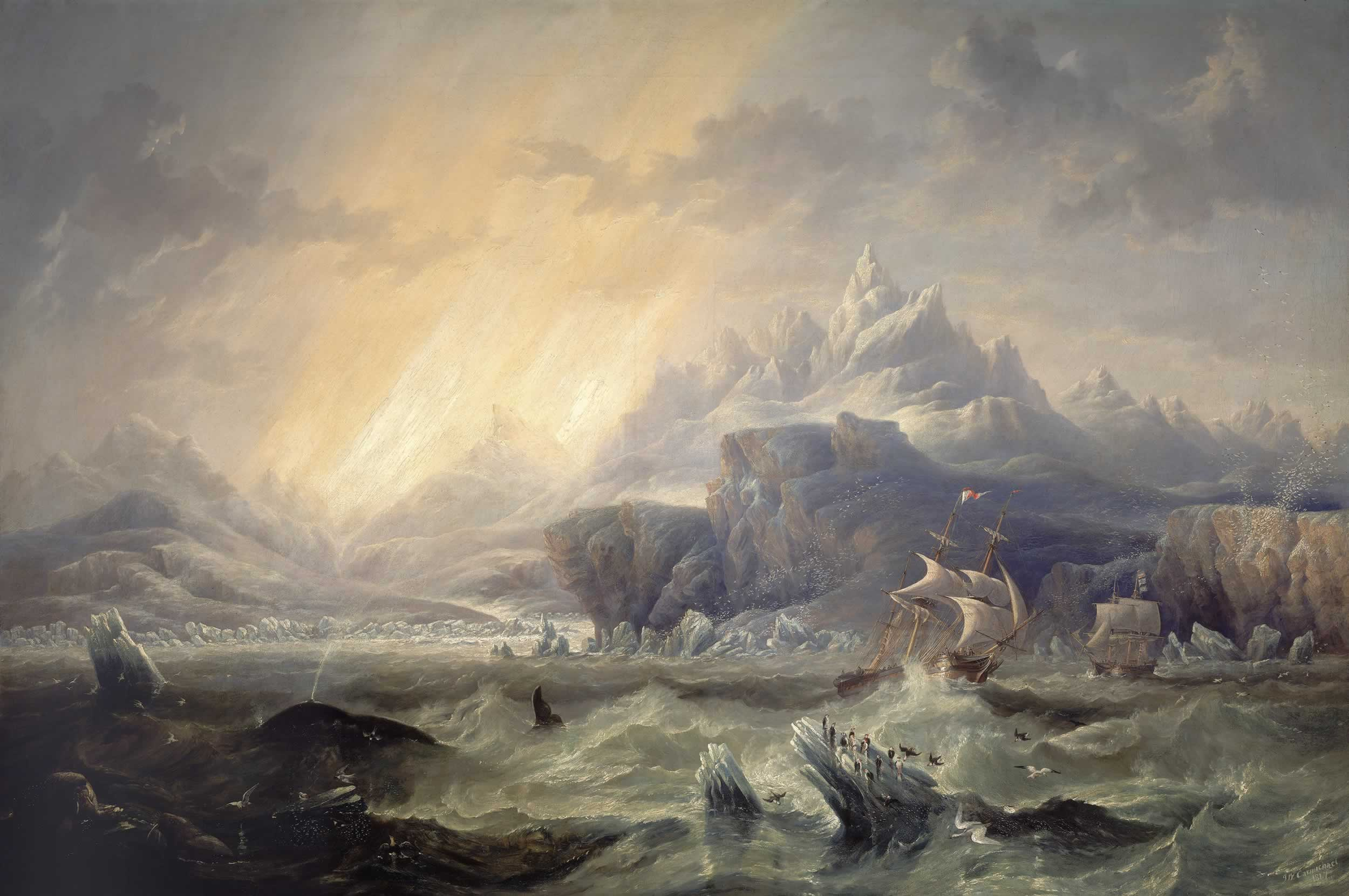
„Erebus” i „Terror” w Antarktyce, obraz Johna Wilsona Carmichaela z 1847 r.

Po koniecznych naprawach okręt został skierowany na wody antarktyczne w wyprawie pod dowództwem Jamesa Clarka Rossa. Kapitanem „Terroru” i zastępcą dowódcy był Francis Crozier, oprócz „Terroru” w wyprawie brał udział także HMS „Erebus”. Ekspedycja wyruszyła na południe 12 listopada 1840 roku z Hobart na Tasmanii i 1 stycznia 1841 roku przekroczyła koło podbiegunowe. 9 stycznia, po kilku dniach przebijania się przez pak lodowy, „Terror” i „Erebus” wpłynęły na otwarte morze, nazwane później Morzem Rossa. Okręty pływały po tym morzu do lutego, prowadząc różnorodne obserwacje, a w kwietniu powróciły do Hobart. Wyprawa odkryła między innymi dwa duże wulkany na Wyspie Rossa, z których mniejszy, nieczynny, został nazwany imieniem okrętu – Mount Terror. Następnego lata okręty powróciły do Antarktyki, lecz pak uwięził je od 18 grudnia do 1 lutego 1842 roku. 19 stycznia lód strzaskał stery okrętów. 13 marca okręty zderzyły się, w wyniku czego „Terror” stracił bukszpryt, ale zdołał wydostać się spomiędzy gór lodowych sprawniej niż druga jednostka. Wreszcie oba okręty odpłynęły ku Falklandom; w grudniu ponownie ruszyły na wody polarne, ale lód nie pozwolił im wpłynąć na Morze Weddella i zmusił do zawrócenia. 4 września 1843 roku „Terror” i „Erebus” powróciły do Folkestone w Anglii.

## Druga wyprawa do Arktyki (1845)
W Anglii „Terror” i „Erebus” zostały wyposażone w silniki parowe z lokomotyw o mocy 20 HP, każdy napędzający pojedynczą śrubę okrętową. Śrubę można było schować w kadłubie, aby uchronić ją przed uszkodzeniem przez lód. Innymi nowymi rozwiązaniami technologicznymi, jakie zastosowano w tej wyprawie, było centralne ogrzewanie parowe i dodatkowe wzmocnienia kadłuba. Zapasy miały wystarczyć na trzy lata, dla zapewnienia rozrywki okręt miał także bibliotekę i katarynkę z 50 utworami. Dowódcą całej wyprawy został John Franklin, a jego zastępcą i kapitanem „Terroru” ponownie Crozier. 19 maja 1845 roku okręty opuściły Greenhithe w Anglii i wyruszyły do Arktyki, na poszukiwanie Przejścia Północno-Zachodniego. Po postoju na Grenlandii i uzupełnieniu zapasów, oba okręty wypłynęły na Morze Baffina i przez Cieśninę Lancastera wpłynęły na wody Archipelagu Arktycznego w Kanadzie. Okręty spędziły zimę 1845-1846 uwięzione w lodzie w pobliżu wyspy Beechey, a kiedy lody puściły, nie mogąc podążać dalej na zachód, skierowały się na południe. Lód uwięził je w 1846 roku w północnej części Cieśniny Wiktorii i nie wypuścił co najmniej przez następne dwa lata. 22 kwietnia 1848 roku ocalali członkowie ekspedycji porzucili okręty i zginęli, próbując dotrzeć do cywilizacji. Pomimo intensywnych poszukiwań w II połowie XIX wieku, okręty nie zostały odnalezione.

## Wrak
Wrak HMS „Terror” został odnaleziony 3 września 2016 roku przez ekspedycję Arctic Research Foundation. Kluczowych wskazówek udzielił Inuita Sammy Kogvik, który sześć lat wcześniej zauważył duży fragment drewna, przypominający maszt, wystający z wód zatoki Terror Bay na Wyspie Króla Williama. Nazwa zatoki pochodzi od okrętu, ale została nadana w 1910 roku, kiedy nie przypuszczano, że może on właśnie tam spoczywać. 11 września powiadomiono o odkryciu rząd Kanady, a tydzień później potwierdzono, że jest to faktycznie wrak HMS „Terror”. Jest on w bardzo dobrym stanie, stoi na stępce, część luków jest zamknięta, zachowała się nawet część szyb; wraz z „Terrorem” zatonęła jedna z łodzi ratunkowych. Nie wiadomo, jak okręt trafił do zatoki, w której spoczywa, daleko na południe od miejsca, gdzie według dotychczasowej wiedzy został porzucony; wiadomo, że nie został postawiony na kotwicy.